# Phenomenal Club
Phenomenal Club est un groupe franco-belge de musique électronique

## Histoire
Le groupe est formé en 1997 dans le Nord de la France. Il est composé de Philippe Dhondt alias Boris (auteur), Xavier Decanter alias DJ Xam (composition) Luc Roubaud (DJ Rien) et de des producteurs belges de Pleasure Game et d'Amnesia. Ses influences musicales vont de la new beat belge à la dance commerciale en passant par l'acid house anglaise. 
Le premier avril 1997, le groupe sort l'Album phénoménal qui connaît le succès. Deux singles en sont extraits : Il est vraiment phénoménal  et Pedro va au Brésil. Il est vraiment phénoménal (sorti en juin 1997) devient l'un des tubes de l'été 1997, disque d'or en France. Encore considéré comme un phénomène mémorable en 2013 par Bertrand Dicale,  chroniqueur radio sur France Info, auteur du livre Ces chansons qui font l'histoire, il est encore diffusé en 2014 dans les fêtes foraines, en discothèque ou après des exploits sportifs , ou lorsque Claire Chazal est évoquée. Le single Pedro va au Brésil (sorti en décembre 1997) connaîtra moins de succès
L'échec du single suivant On r'met coin coin... sorti le 6 avril 2001 signera la fin du groupe sous le nom de Phenomenal Club.